# ハサン・ラヒミ
ハサン・ラヒミ (ペルシア語:  حسن رحیمی、ラテン表記:Hassan Rahimi、1989年6月15日 - ) は、イランのレスリング選手。2016 リオデジャネイロフリースタイル57キロ級の銅メダリスト。